# Lance Armstrong
Lance Edward Gunderson Armstrong (ur. 18 września 1971 w Plano) – amerykański kolarz szosowy, olimpijczyk, mistrz świata ze startu wspólnego w 1993 roku. Siedmiokrotny zwycięzca Tour de France (tytuły zostały anulowane przez aferę dopingową). Objęty dożywotnią dyskwalifikacją z zawodowego kolarstwa.
24 sierpnia 2012 roku został wykluczony z zawodów z mocą wsteczną od 1 sierpnia 1998 roku i dożywotnio zdyskwalifikowany przez Amerykańską Agencję Antydopingową za stosowanie niedozwolonych środków dopingujących, takich jak erytropoetyna, testosteron czy kortyzon oraz niedozwolonych zabiegów, takich jak transfuzje krwi. Decyzja ta została potwierdzona 22 października 2012 przez Międzynarodową Unię Kolarską, w konsekwencji został ponadto pozbawiony wszystkich zwycięstw w Tour de France. 17 stycznia 2013 został pozbawiony przez MKOl brązowego medalu w jeździe indywidualnej na czas zdobytego na igrzyskach olimpijskich w Sydney w 2000 roku.

## Osiągnięcia sportowe
W wieku 15 lat był obiecującym triathlonistą, wkrótce jednak postanowił skoncentrować się na kolarstwie. Kilka lat później związał się z grupą Subaru-Montgomery, jednocześnie startując w drużynie narodowej USA. W 1989 roku był uczestnikiem mistrzostw świata amatorów w Moskwie. Rok później wystartował na tychże zawodach, rozgrywanych tym razem w Japonii, gdzie zajął 11. pozycję. W roku 1992 zajął 14. pozycję na igrzyskach olimpijskich w Barcelonie. Zaraz po nich podpisał swój pierwszy zawodowy kontrakt z grupą Motorola. W tej grupie odniósł wiele sukcesów, m.in. zdobył złoto ze startu wspólnego na mistrzostwach świata w Oslo, zdobył „Potrójną koronę” (3 najbardziej prestiżowe wyścigi w USA), wygrał dwa etapy w Tour de France, triumfował w wyścigach Tour du Pont oraz Clásica de San Sebastián.

## Choroba nowotworowa
W 1996 w jego organizmie wykryto chorobę nowotworową (rak jądra). Kuracja wykluczyła go ze sportu na cały sezon 1997. Przeszedł dwie operacje chirurgiczne i cztery cykle chemioterapii, które pozwoliły mu powrócić do sportu. Po odrzuceniu przez francuską grupę Cofidis, związał się z amerykańską grupą US Postal, w której znalazł wsparcie. W roku 1998 wznowił starty i w tymże roku zajął 4. miejsce w wyścigu Vuelta a España. W 1999 wziął udział w Tour de France, a rok później zdobył brązowy medal w jeździe indywidualnej na czas na Igrzyskach Olimpijskich w 2000.

## Tour de France
W 1999 roku wygrał Tour de France. Ten najcięższy kolarski wyścig świata nieprzerwanie wygrywał rok po roku aż do 2005. W 2005 roku Armstrong po raz siódmy z rzędu wygrał Tour de France, po czym ogłosił, że kończy swoją kolarską karierę. Po trzech latach, 10 września 2008 roku, Lance Armstrong poinformował oficjalnie, że wraca do kolarstwa, by promować walkę z rakiem.

## Powrót do kolarstwa i triathlonu

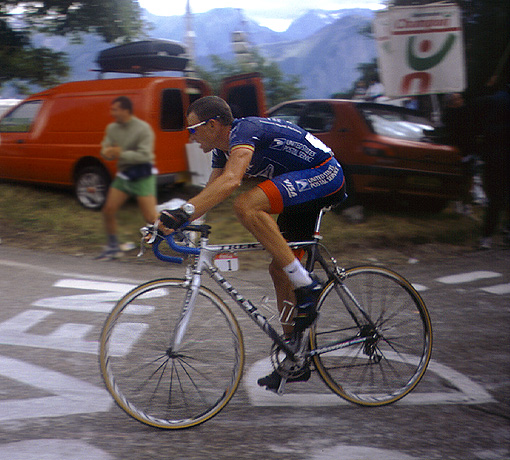
Lance Armstrong na podjeździe pod L’Alpe d’Huez podczas Tour de France 2001

24 września 2008 w Nowym Jorku Armstrong zakomunikował, iż wraca do zawodowego kolarstwa. W 2009 roku jeździł w kazachskiej Astanie „od Australii po Francję”, aby promować światową kampanię na rzecz walki z rakiem. W grupie tej pracował ze starym znajomym, belgijskim dyrektorem sportowym Johanem Bruyneelem, który prowadził go do wszystkich siedmiu zwycięstw w Wielkiej Pętli.
W pierwszym wyścigu po powrocie, zaliczanym do ProTour wieloetapowym wyścigu Tour Down Under 2009, zajął 29. miejsce.
W Tour de France 2009 zajął 3. miejsce w klasyfikacji generalnej.
Rok później przeniósł się do amerykańskiego zespołu Radioshack. Tour de France 2010 zakończył na 23. miejscu w klasyfikacji generalnej. Tour Down Under 2011 było ostatnim wyścigiem w jego karierze.
W 2012 wystartował jako profesjonalny triathlonista w kilku zawodach serii Ironman 70.3. Triathlon. W pierwszych swoich starcie w Panamie 12 lutego 2012 z czasem 3:50.55, zajął drugie miejsce ustępując tylko Bevanowi Docherty. W kolejnych zawodach w Teksasie zajął siódme miejsce, w St. Croix był trzeci, po czym przyszły dwa zwycięstwa na Florydzie i na Hawajach. Armstrong planował także wystartować w czerwcu 2012 w pełnym dystansie Ironman w Nicei, by zdobyć kwalifikację na Mistrzostwa Świata na Hawajach, jednak uniemożliwiła mu to tocząca się sprawa oskarżenia o stosowanie dopingu. Mimo zawirowań wokół sprawy dopingu, Armstrong wygrał 30 września 2012 charytatywne zawody Superfrog Triathlon organizowane głównie dla żołnierzy amerykańskich oddziałów SEALs na dystansie półironaman. Podczas zawodów pokonał m.in. mistrza świata w duathlonie Australijczyka Leona Griffina.

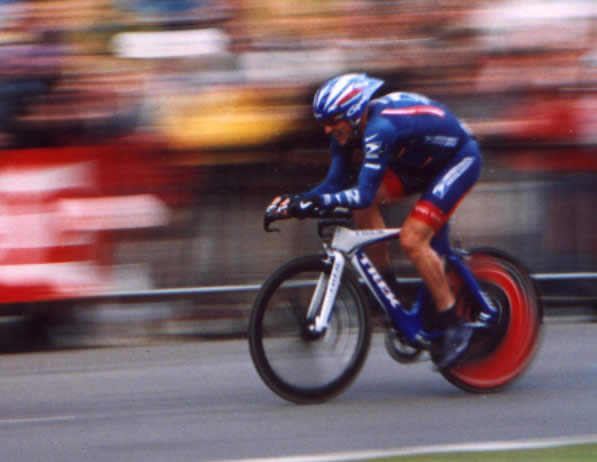
Lance Armstrong na prologu Tour de France 2004

## Oskarżenia o doping
Informacje o rzekomym dopingu wydolnościowym Armstronga zaczęły się pojawiać w 2001. Armstrong miał swojego osobistego wroga w postaci dziennikarza Davida Walsha, który prowadził przeciw niemu nieustające śledztwo. Przed rozpoczęciem Tour de France 2005 w L’Équipe ukazał się długi artykuł Walsha i Pierre’a Ballestera, w którym opisano, że w próbkach moczu pobranego od Lance’a Armstronga przed 2001 wykryto sześciokrotnie pochodne EPO. Badania te jednak, jako wykonane po długim czasie, nie mogły być podstawą do dyskwalifikacji. Ponadto Lance Armstrong w trakcie leczenia choroby nowotworowej dostawał zupełnie oficjalnie duże dawki epogenu – leku o strukturze podobnej do EPO. Próbki jego płynów ustrojowych pobierane od 2001 i poddane oficjalnym testom na zawartość EPO wykazywały zawsze negatywny wynik.
David Walsh i Pierre Ballester napisali książkę pt. „Tajemnice L.A. Co ukrywa Lance Armstrong?”, której pierwsze wydania ukazały się we Francji, a następnie przetłumaczono ją na wiele innych języków. Jej głównym tematem jest doping w świecie kolarstwa, nawiązujący do Lance’a Armstronga.
Dr Michel Ferrari, długoletni opiekun medyczny Armstronga, został oskarżony i skazany na 11 miesięcy i 24 dni więzienia w zawieszeniu oraz na roczny zakaz wykonywania zawodu przez włoski sąd 1 października 2004 w głośnym procesie, w którym najważniejszym dowodem były zeznania jego byłego podopiecznego Filippa Simeoniego.
Zaraz po ogłoszeniu wyroku zespół Lance’a Armstronga – US Postal – zerwał z Ferrarim kontrakt, twierdząc jednocześnie, że nie wierzy w zeznania Simeoniego i nazywając go oszczercą. Simeoni wytoczył przeciw Armstrongowi i Ferrariemu proces cywilny o zniesławienie, po którym Armstrong musiał oficjalnie przeprosić Simeoniego i zapłacić zadośćuczynienie.
O stosowanie niedozwolonego dopingu posądzili Armstronga także jego dawni koledzy z zespołu – Tyler Hamilton oraz Floyd Landis. Jednak Międzynarodowa Unia Kolarska (UCI) stanowczo odrzuciła te oskarżenia, uznając je za bezpodstawne.
W czerwcu 2012 Amerykańska Agencja Antydopingowa (USADA) oficjalnie oskarżyła Armstronga o stosowanie dopingu w latach 1996–2011, w związku z czym groziła mu dożywotnia dyskwalifikacja.
Lance Armstrong w oświadczeniu z 23 sierpnia 2012 na swojej stronie internetowej odmówił współpracy z USADA i oświadczył, że nie będzie się ubiegał o udowodnienie swojej niewinności. Armstrong wytykał bezsensowność i bezpodstawność oskarżeń USADA. Tym samym miały mu zostać odebrane wszystkie sukcesy, m.in. 7 zwycięstw w Tour de France. Zakazano mu również startów w triathlonie w serii Ironman organizowanej przez World Triathlon Corporation. Jednak UCI zwróciła uwagę, iż żeby ta dyskwalifikacja doszła do skutku USADA musi zgodnie ze Światowym Kodeksem Antydopingowym przekazać oskarżonemu, UCI i Światowej Agencji Antydopingowej decyzję uzasadniającą podjęte działania. 27 września 2012 UCI wydała oświadczenie, w którym wyraża zdziwienie, że dostarczenie decyzji przez USADA zajmuje aż tak dużo czasu. Poinformowała, że USADA nie może przekazać decyzji, gdyż ciągle są zbierane dowody. Stwierdza, że jest co najmniej dziwne, że USADA nadal zbiera dowody przeciwko Armstrongowi, po tym, jak uznała go za winnego. USADA przekazała decyzję wraz z dokumentacją 10 października 2012. 22 października UCI wydała oświadczenie, w którym poinformowała, że nie wniesie apelacji do CAS na postanowienia USADA, tym samym uznając odebranie Lance’owi Armstrongowi wszystkich tytułów zdobytych od 1 sierpnia 1998 do końca kariery kolarskiej oraz dożywotnią dyskwalifikację.
Lance Armstrong przyznał się do stosowania dopingu w wywiadzie z Oprah Winfrey, odpowiedział twierdząco na pytania dotyczące stosowania EPO, kortyzonu, testosteronu, hormonu wzrostu oraz stosowania transfuzji krwi. Jednocześnie przyznał, że podczas wszystkich siedmiu wygranych Tour de France stosował doping.

## Życie prywatne

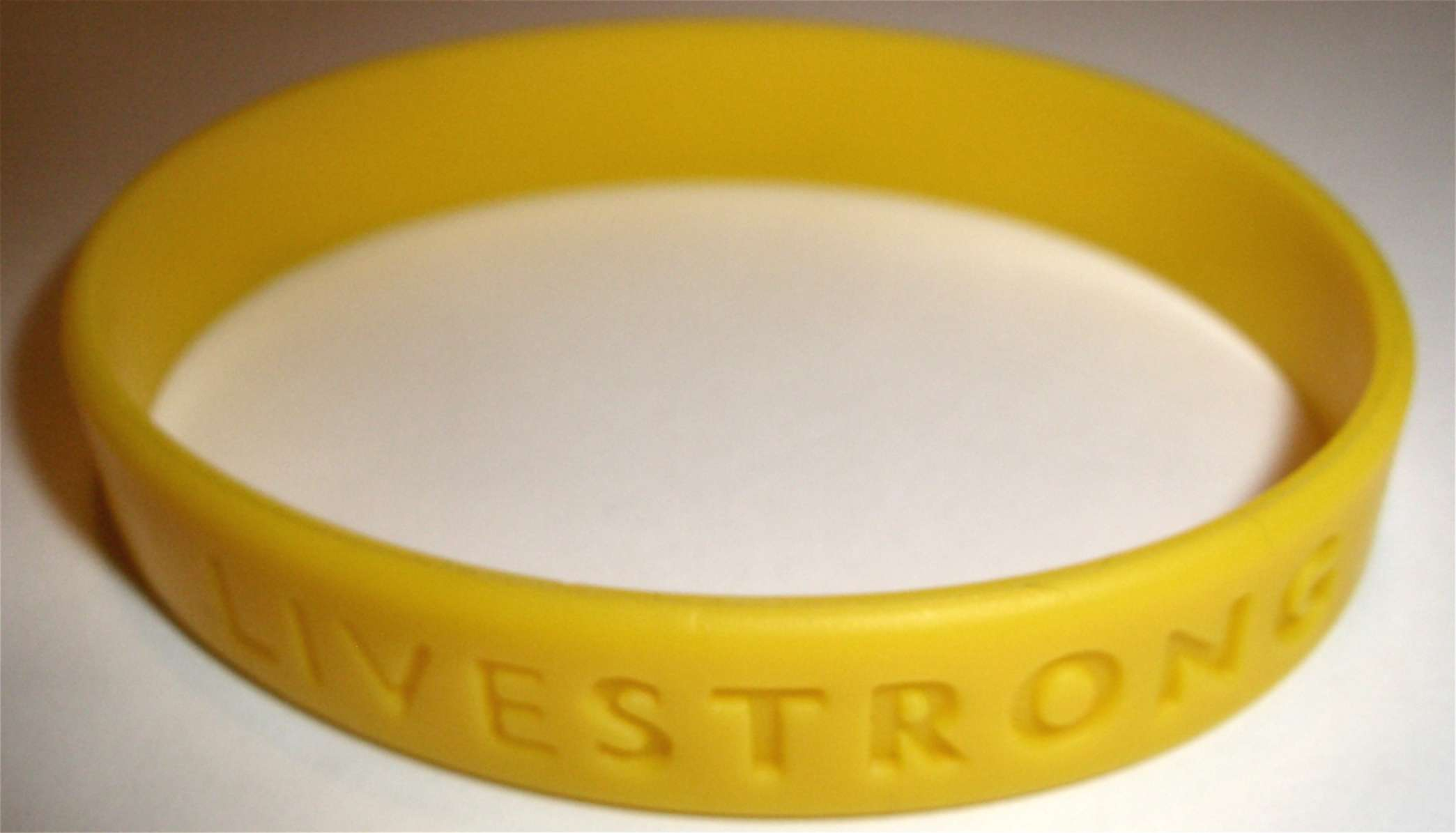
Opaska Livestrong

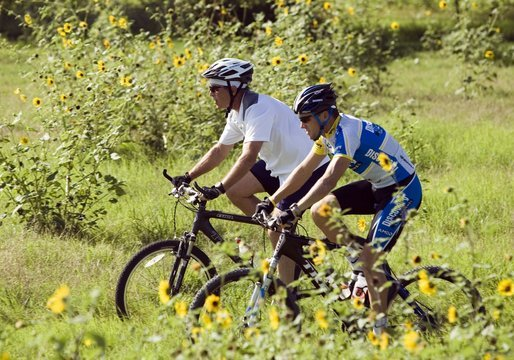
Prezydent George W. Bush i Armstrong jeżdżący na rowerach górskich na ranczu Prairie Chapel.

Ma pięcioro dzieci w tym syna Luke’a (ur. 1999), bliźniaczki Grace i Isabelle (ur. 2001) oraz Maxa (ur. 2009). We wrześniu 2003 r. rozwiódł się ze swoją żoną Kristin Richard, matką jego trojga dzieci i związał z piosenkarką Sheryl Crow, z którą w 2005 roku się zaręczył. Na wiosnę 2006 roku planowany był ślub, ale w lutym doszło do rozstania. Para poznała się w 2003 roku podczas gali charytatywnej, z której dochód przeznaczono na walkę z chorobami nowotworowymi. Armstrong przez ponad połowę roku mieszka i trenuje w hiszpańskiej Gironie. Poza sezonem mieszka w rodzinnym Austin w stanie Teksas.
Jest założycielem liczącej ponad 20 milionów członków fundacji Lance Armstrong Foundation, powołanej w celu wspierania ludzi walczących z rakiem. Wprowadziła ona do sprzedaży opaski z napisem „Livestrong”, z których dochód przeznaczony jest na walkę z rakiem. Wspólnie z Sally Jenkins napisał dwie książki autobiograficzne: „Mój powrót do życia” i „Liczy się każda sekunda”. W 2005 r. ukazała się książka o przygotowaniach Lance’a do Tour de France – „Wojna Lance’a Armstronga”, napisana przez Daniela Coyle’a.

## Najważniejsze zwycięstwa i sukcesy

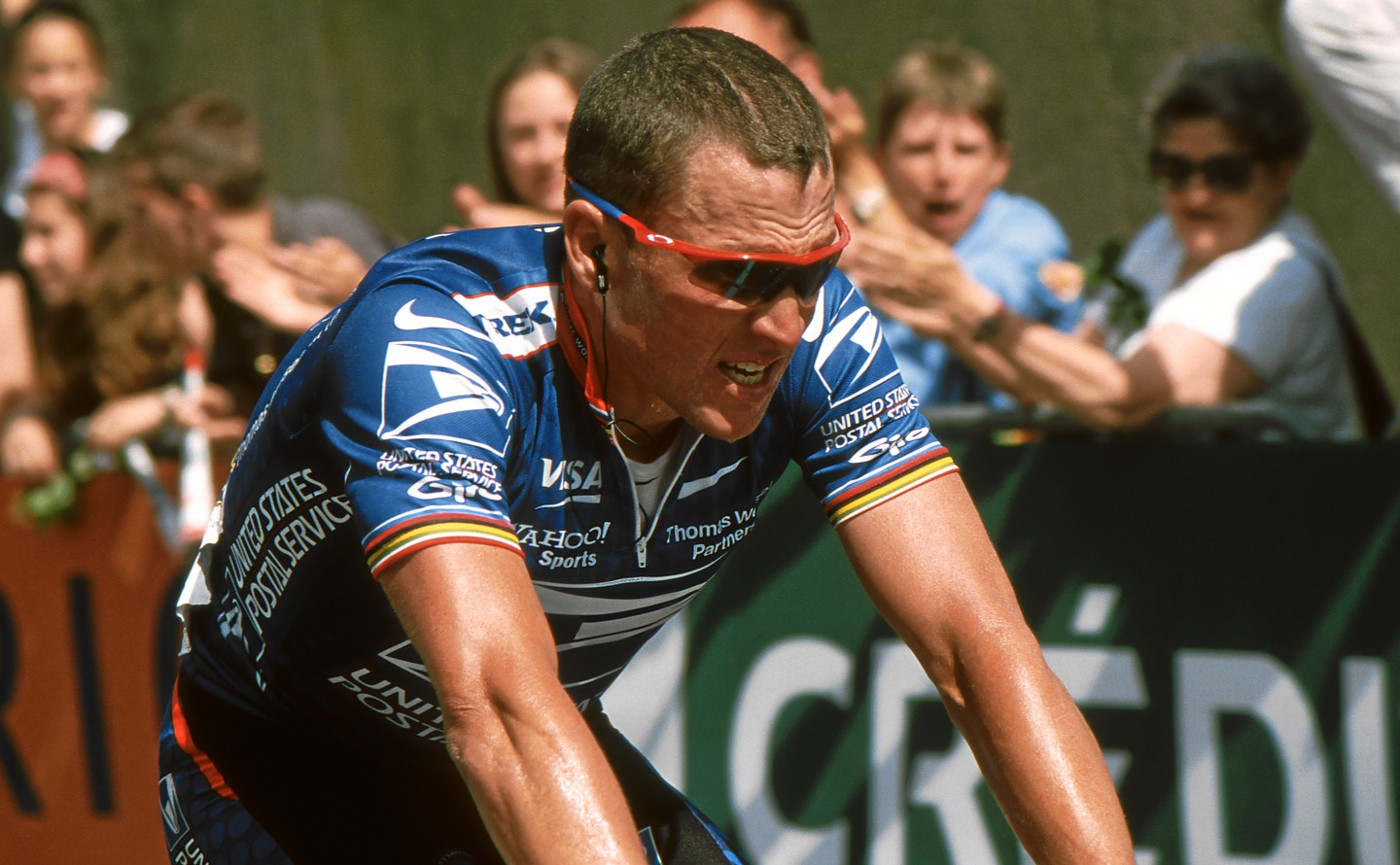
Armstrong podczas GP Midi Libre 2002

- 1993
  -  Mistrzostwo świata ze startu wspólnego
  -  Mistrzostwo USA w wyścigu ze startu wspólnego
  - 1. miejsce na 8. etapie Tour de France
  - 1. miejsce w Trofeo Laigueglia
- 1994
  - 2. miejsce w Liège-Bastogne-Liège
  - 2. miejsce w Clásica de San Sebastián
- 1995
  - 1. miejsce na 18. etapie Tour de France
  - 1. miejsce w Clásica de San Sebastián
  - 1. miejsce na 5. etapie Paryż-Nicea
- 1996
  - 2. miejsce w Paryż-Nicea
  - 1. miejsce w La Flèche Wallonne
  - 2. miejsce w Liège-Bastogne-Liège
- 1998
  - 1. miejsce w Rheinland-Pfalz Rundfahrt
  - 1. miejsce w Tour de Luxembourg

## Najważniejsze zwycięstwa i sukcesy anulowane za doping
- 1999
  - 2. miejsce w Amstel Gold Race
  - 1. miejsce na prologu Dauphiné Libere
  - 1. miejsce w Tour de France
    - 1. miejsce na prologu, 8., 9. i 19. etapie
    -  15 dni w maillot jaune
- 2000
  - 3. miejsce w Dauphiné Libere
  - 1. miejsce w Tour de France
    - 1. miejsce na 19. etapie
    -  12 dni w maillot jaune

  - 1. miejsce w Chrono des Nations
  - 1. miejsce w Grand Prix Eddy Merckx
  - brązowy medal igrzysk olimpijskich w Sydney
- 2001
  - 2. miejsce w Amstel Gold Race
  - 1. miejsce w Tour de Suisse
    - 1. miejsce na 1. i 8. etapie

  - 1. miejsce w Tour de France
    - 1. miejsce na 10., 11., 13. i 18. etapie
    -  8 dni w maillot jaune
- 2002
  - 2. miejsce w Critérium International
  - 1. miejsce w Grand Prix du Midi Libre
  - 4. miejsce w Amstel Gold Race
  - 1. miejsce w Dauphiné Libéré
  - 1. miejsce w Tour de France
    - 1. miejsce na prologu, 11., 12. i 19. etapie
    -  11 dni w maillot jaune
- 2003
  - 1. miejsce w Critérium du Dauphiné Libéré
  - 1. miejsce w Tour de France
    - 1. miejsce na 15. etapie
    -  13 dni w maillot jaune
- 2004
  - 1. miejsce w Tour de Georgia
    - 1. miejsce na 3. i 4. etapie

  - 1. miejsce w Tour de France
    - 1. miejsce na 4. etapie (drużynowo)
    - 1. miejsce na 13., 15., 16., 17. i 19. etapie
    -  7 dni w maillot jaune
- 2005
  - 1. miejsce w Tour de France
    - 1. miejsce na 4. etapie
    -  17 dni w maillot jaune
- 2009
  - 12. miejsce w Giro d’Italia
  - 3. miejsce w Tour de France
  - 1. miejsce w najtrudniejszym wyścigu MTB na świecie – Leadville Trail 100
- 2010
  - 22. miejsce w Tour de France

## Odznaczenia
- Legia Honorowa V klasy (Francja, 2005, odebrana w 2014)[22]